# José Ortiz Bernal
José Ortiz Bernal (nascut el 4 d'agost de 1977 a Almeria) és un exfutbolista andalús que jugava com a davanter.
La major part dels seus 15 anys de carrera professional els va passar a la UD Almeria, on va acumular un total de 82 partits a La Liga i un gol (sumant 168 partits i 30 gols a la segona divisió). Durant dos períodes, va totalitzar 338 aparicions competitives amb l'Almeria.
De 2007 a 2009, Ortiz era un dels tres futbolistes de la UD Almería amb aquest cognom, conjuntament amb José Manuel Jiménez Ortiz i Juan Manuel Ortiz.